# Guadalajara 125 Open 2024
Il Guadalajara 125 Open 2024, precedentemente noto come Abierto Zapopan, è un torneo di tennis femminile giocato sui campi in cemento all'aperto. È la 4ª edizione del torneo, facente parte della categoria WTA 125 nell'ambito del WTA Challenger Tour 2024. Il torneo si gioca al Panamerican Tennis Center di Guadalajara in Messico dal 2 all'8 settembre 2024. Il torneo fa il suo ritorno nel calendario dopo due anni e mezzo, quando faceva parte della categoria WTA 250 per ben due edizioni.

## Partecipanti singolare

### Teste di serie
| Nazionalità | Giocatrice                | Ranking* | Testa di serie |
| ----------- | ------------------------- | -------- | -------------- |
| Slovacchia  | Anna Karolína Schmiedlová | 87       | 1              |
| Italia      | Martina Trevisan          | 90       | 2              |
| Messico     | Renata Zarazúa            | 92       | 3              |
| Germania    | Tatjana Maria             | 99       | 4              |
|             | Kamilla Rachimova         | 104      | 5              |
| Stati Uniti | Emina Bektas              | 116      | 6              |
| Stati Uniti | Alycia Parks              | 117      | 7              |
| Argentina   | Julia Riera               | 120      | 8              |
| Australia   | Maya Joint                | 135      | 9              |

* Ranking al 26 agosto 2024.

### Altre partecipanti
Le seguenti giocatrici hanno ricevuto una wildcard per il tabellone principale:
- Julia García Ruiz
- Ana Karen Guadiana Campos
- Ana Konjuh
- Dimitra Pavlou

La seguente giocatrice è subentrata in tabellone come alternate:
- Aleksandra Krunić

Le seguenti giocatrici sono entrate nel tabellone principale passando dalle qualificazioni:
- Kimberly Birrell
- Samantha Murray Sharan
- Valerija Strachova
- Sachia Vickery

### Ritiri
Prima del torneo
- Alycia Parks → sostituita da  Aleksandra Krunić

## Partecipanti doppio

### Teste di serie
| Nazione | Giocatrice         | Nazione     | Giocatrice         | Ranking* | Testa di serie |
| ------- | ------------------ | ----------- | ------------------ | -------- | -------------- |
| Italia  | Angelica Moratelli | Stati Uniti | Sabrina Santamaria | 165      | 1              |
| Polonia | Katarzyna Piter    | Ungheria    | Fanny Stollár      | 182      | 2              |

* Ranking al 26 agosto 2024.

### Altre partecipanti
Le seguenti coppie di giocatrici hanno ricevuto una wild card per il tabellone principale:
- Ana Karen Guadiana Campos /  María Fernanda Navarro Oliva

La seguente coppia di giocatrici è subentrata in tabellone come alternate:
- Kimberly Birrell /  Alex Eala

### Ritiri
Prima del torneo
- Olivia Gadecki /  Julia Riera → sostituite da  Aleksandra Krunić /  Alex Eala

## Campionesse

### Singolare
Kamilla Rachimova ha sconfitto in finale  Tatjana Maria con il punteggio di 6-3, 6(5)-7, 6-3.

### Doppio
Katarzyna Piter /  Fanny Stollár hanno sconfitto in finale  Angelica Moratelli /  Sabrina Santamaria con il punteggio di 6-4, 7-5.